# Тип 98
Type 98 — це остання розробка серед китайських основних танків, яка створена для збільшення вогневої міці, мобільності та захисту. Вперше танк було показано публіці у жовтні 1999, а також було повідомлено, що невелика кількість була передана НВАК для проведення експлуатаційних випробувань та оцінки танку перед прийняттям на службу. Type 98G є покращеним варіантом з новим динамічним захистом та додатковим посиленням лобої броні башти за рахунок встановлення додаткових броневих модулів у стилі танку Leopard 2A6.

## Історія створення
Type 98 є подальшим розвитком танків сімейства Type 90. Це офіційна сертифікована версія основного бойового танку третього покоління. На початку 1990-х виробництво китайського ОБТ третього покоління страждало через певні технічні проблеми. Запланована дата введення у експлуатацію відкладалася декілька разів, але у 1998 танк Type 98 отримав сертифікат про затвердження.
Вперше Type 98 було представлено публіці на параді на честь національного дня 1 жовтня 1999. Невелика кількість танків першого випуску проходить службу НВАК для тестування та випробування конструкції.
Спочатку танки третього покоління розроблялися для боротьби з радянськими танками T-72, але пізніше було висунуто умови для протистояння з більш складнішими машинами. Критерії розробки Type 98 були націлені на протистояння американському танку M1A1 Abrams, у той час як деякі аспекти Type 98 наближаються до стандартів M1A2.
Китайці створили одночасно дві моделі танків Type 88C/96 та 98 з майже однаковими характеристиками. Проте танк Type 96 було представлено як танк другого покоління, а Type 98 — як третього, хоча вони схожі по конструкції та характеристикам. Єдиним поясненням є те, що танками Type 98 скоріш за все будуть оснащені елітні підрозділи, а танки Type 96, створені за спрощеною технологією та дешевщі, замінять в основній масі танки Type 59/69.

## Конструкція
Схема танку Type 98 класична з помітним впливом радянських розробок. Місце водія знаходиться спереду, бойове відділення/башта у центрі, а моторно-трансмісійне відділення у кормі. Повна заміна силової установки може бути здійснена у польових умовах за 30-40 хвилин. Підвіска торсіонна з шістьма обгумованими котками, з лінивцем у передній і ведучим колесом у задній частинах.
Для розміщення додаткового обладнання та набої, башта Type 98 ніж на танку Type 90, в результаті чого збільшився зазор між баштою та корпусом спереду. Через це у бою збільшується шанс зриву башти вибухом у разі потрапляння снаряду у зазор.
Також на Type 98 не вистачає конструкцій, які зустрічаються на західних ОБТ і пов'язані із захистом екіпажу від ураження кумулятивними снарядами. Наприклад, броневих перебірок які відділяють бойове відділення від палива та набоїв, верхні панелі яких розроблені так, щоб вигнутися на зовні у разі вибуху. Це може привести до не високої живучості на полі боя у сучасних умова, що підтверджується досвідом війни у Затоці у 1991.

## Озброєння
Головним озброєнням є гладкоствольна стабілізована 125 мм гармата з довжиною ствола 50-калібрів з системою автоматичного заряджання. Незважаючи на ранні повідомлення про те, що це ліцензійна копія російської гармати 2A46, насправді ця гармата є подальшим розвитком китайської 120 мм гладкоствольної гармати.
Боєкомплект складається з бронебійних оперених підкаліберних снарядів (БОПС), кумулятивних снарядів та осколково-фугасних снарядів. Також танки оснащуються російською керованою протитанковою ракетою A-11. Додатково китайці виробляють експериментальні снаряди зі збідненого урану.
На танку встановлено лазерний далекомір, сенсор вітру, балістичний обчислювач та термокожух, які допомагають вести прицільну стрільбу. Двохплощинний стабілізатор дозволяє вести вогонь на ходу. У командира встановлено шість перископів і стабілізований панорамний приціл. У командира та стрільця на даху встановлено стабілізовані приціли з денним/нічним каналами, лазерний далекомір і автоматичною системою стеження. У командира є дисплей де відображається тепловізійний приціл стрільця, що дає змогу командиру вести вогонь з гармати.
Type 98 також оснащений комп'ютеризованою бортовою системою обробки інформації, яка збирає інформацію з навігаційної системи (Inertia/GPS), систем спостереження та сенсорів, обробляє та виводить дані на дисплей командира, даючи можливість атакувати цілі за межами прямої видимості.
Додаткове озброєння включає спарений 7,62 кулемет та 12,7 мм зенітний кулемет встановлений на командирській башті. З обох боків башти встановлено 76 мм Type 84 п'ятиствольні димові гранатомети.

## Захист
Башта та корпус є зварними зі стальної броні. З переду додано шар композитної броні. Модульна броня дозволяє замінювати пошкоджені ділянки у процесі експлуатації. Також можна додати динамічний захист.
Type 98 оснащено пристроєм JD-3 з вбудованими лазерним далекоміром/системами попередження/самозахисту. На відміну від сучасних російських активних систем самозахисту Дрозд, Дрозд-2 та Арена, які випускають захисні ракети для відведення протитанкових ракет або снарядів, китайська система скоріш за все використовує потужний лазер який атакує безпосередньо оптичну систему наведення зброї.
Система має приймач який попереджає про опромінення лазером (LWR — куполоподібний пристрій на даху позаду башти командира) за допомогою лазерних далекомірів або наведення протитанкових ракет керованих лазером. Потім башта розгортається у бік загрози і лазерна зброя самозахисту (LSDW — коробчастий пристрій на даху башти позаду місця навідника) може бути застосована проти ворога.
Спочатку використовується малопотужний промінь для виявлення оптики ворожої зброї. Після виявлення зброї, потужність променя збільшується. Така атака може пошкодити оптику системи наведення або зір навідника.
Також згідно наявним фотографіям Type 98 лазерна зброя може бути піднята на кут вище за кут підняття гармати, що дає можливість атакувати і гелікоптери. Також лазерну систему можна використовувати для передачі інформація між танками.

## Рушій
Танк Type 98 має дизельний двигун з турбонаддувом потужністю 1,200 к.с. зроблений на базі німецької технології WD396. Його бойова вага складає 52 тони.